# Барон Окленд

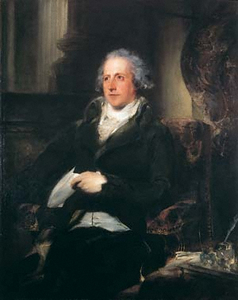
Уильям Иден, 1-й барон Окленд (1744—1814)

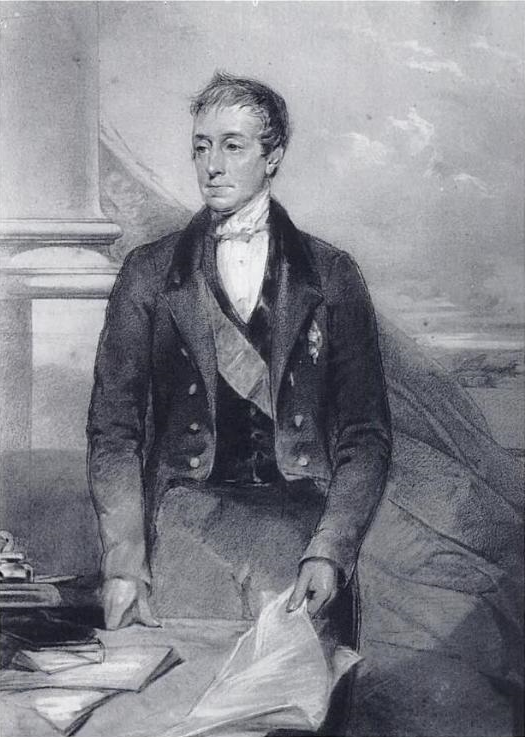
Джордж Иден, 1-й граф Окленд (1784—1849)

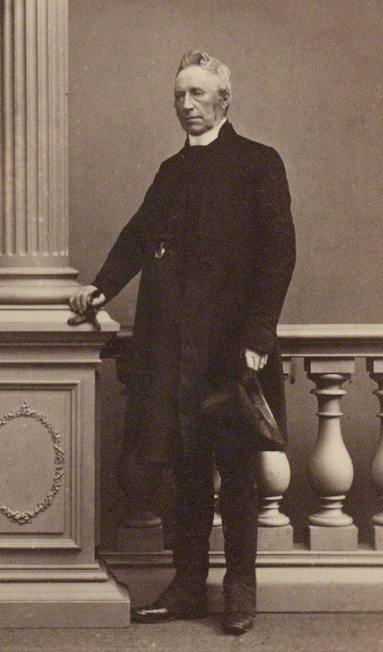
Роберт Джон Иден, 3-й барон Окленд (1799—1870)

Барон Окленд (англ. Baron Auckland) — дворянский титул, созданный дважды в британской истории (1789 год — Пэрство Ирландии, 1793 год — Пэрство Великобритании).

## История
Впервые баронский титул был создан 18 ноября 1789 года для известного политика и финансового эксперта Уильяма Идена (1745—1814), получившего титул барона Окленда в Пэрстве Ирландии. 22 мая 1793 года для него был создан титул барона Окленда из Вест Окленда в графстве Дарем (Пэрство Великобритании). Уильям Иден заседал в Палате общин Великобритании от Вудстока (1774—1784) и Хейтсбери (1784—1793), в Ирландской Палате общин от Данганнона (1781—1783), а также занимал должности главного секретаря Ирландии (1780—1782), генерального почтмейстера (1798—1804), министра торговли (1806—1807), посла Великобритании в Испании (1787—1789) и Нидерландах (1789—1790). Его второй сын, Джордж Иден, 2-й барон Окленд (1784—1849), также был известным политиком. Он заседал в Палате общин от Вудстока (1810—1812, 1813—1814), занимал должности председателя Совета по торговле (1830—1834), мастера монеты (1830—1834), аудитора казначейства (1834), первого лорда Адмиралтейства (1834, 1835, 1846—1849), генерал-губернатора Индии (1836—1842). 21 декабря 1839 года для него были созданы титулы барона Идена из Норвуда в графстве Суррей и графа Окленда (Пэрство Соединённого королевства). После смерти бездетного Джорджа Идена, 1-го графа Окленда, графский титул угас, а титул барона Окленда унаследовал его младший брат, Роберт Джон Иден, 3-й барон Окленд (1799—1870). Он был епископом Содора и Мэна (1847—1854) и Бата и Уэллса (1854—1869). Баронский титул передавался от отца к сыну до смерти в 1941 году Фредерика Колвина Джорджа Идена, 6-го барона Окленда (1895—1941). Его преемником стал его двоюродный брат, Джеффри Мортон Иден, 7-й барон Окленд (1891—1955). Он был сыном достопочтенного Джорджа Идена, третьего сына 4-го барона Окленда. Его преемником стал его младший брат, Теренс Иден, 8-й барон Окленд (1892—1957). По состоянию на 2024 год носителем титула являлся внук последнего, Роберт Иэн Бернард Иден, 10-й барон Окленд (род. 1962), который стал преемником своего отца в 1997 году.
Бароны Окленд являются членами известной семьи Иден. Первый барон Иден был третьим сыном сэра Роберта Идена, 3-го баронета из Вест Окленда (ум. 1755). Его младшим братом был Мортон Иден, 1-й барон Хэнли (1752—1830), а старшим братом — сэр Роберт Иден, 1-й баронет из Мэриленда (1741—1784). Последний был прапрадедом премьер-министра Великобритании Энтони Идена, 1-го графа Эйвона (1897—1977), и предком Джона Бенедикта Идена, барона Иден из Уинтона (род. 1925). Достопочтенный Уильям Иден (1782—1810), старший сын первого барона, был членом парламента от Вудстока (1806—1810). Достопочтенный сэр Эшли Иден (1831—1887), третий сын 3-го барона, был дипломатом и колониальным чиновником в Британской Индии. Он занимал посты верховного комиссара в Британской Бирме (1871—1875) и губернатора Бенгалии (1877—1882).
Город Окленд в Новой Зеландии был назван в честь 1-го графа Окленда, покровителя Уильяма Хобсона, основателя города. Некоторые достопримечательности в Окленде, в том числе холм и пригород Маунт Иден и спортивный стадион Иден Парк были прямо или косвенно связаны с семьей Иден.

## Бароны Окленд (1789)
- 1789—1814: Уильям Иден, 1-й барон Окленд (3 апреля 1744 — 28 мая 1814), третий сын сэра Роберта Идена, 3-го баронета из Вест Окленда (ум. 1755)[1];
- 1814—1849: Джордж Иден, 2-й барон Окленд (25 августа 1784 — 1 января 1849), второй сын предыдущего, граф Окленд с 1839 года[2].

## Графы Окленд (1839)
- 1839—1849: Джордж Иден, 1-й граф Окленд (25 августа 1784 — 1 января 1849), второй сын Уильяма Идена, 1-го барона Окленда (1744—1814)[2]

## Бароны Окленд (продолжение креации 1789 года)
- 1849—1870: Роберт Джон Иден, 3-й барон Окленд[англ.] (10 июля 1799 — 25 апреля 1870), шестой (младший) сын Уильяма Идена, 1-го барона Окленда[3];
- 1870—1890: Уильям Джордж Иден, 4-й барон Окленд (19 января 1829 — 17 февраля 1890), старший сын предыдущего[4];
- 1890—1917: Уильям Мортон Иден, 5-й барон Окленд (27 марта 1859 — 31 июля 1917), старший сын предыдущего от первого брака[5];
- 1917—1941: Фредерик Колвин Джордж Иден, 6-й барон Окленд (21 февраля 1895 — 16 апреля 1941), второй (младший) сын предыдущего[6];
- 1941—1955: Джеффри Мортон Иден, 7-й барон Окленд (17 февраля 1891 — 21 июня 1955), старший сын достопочтенного Джорджа Идена (1861—1924), внук 4-го барона Окленда[7];
- 1955—1957: Теренс Иден, 8-й барон Окленд (3 ноября 1892 — 14 сентября 1957), младший брат предыдущего[8];
- 1957—1997: Иэн Джордж Иден, 9-й барон Окленд (23 июня 1926 — 28 июля 1997), старший сын предыдущего[9];
- 1997 — настоящее время: Роберт Иэн Бернард Иден, 10-й барон Окленд (род. 25 июля 1962), единственный сын предыдущего[10];
  - Наследник титула: Генри Вейн Иден (род. 11 марта 1958), старший сын достопочтенного Рональда Джона Идена (1931—2006), двоюродный брат предыдущего[11];
    - Наследник наследника: Оливер Иден (род. 1990), второй сын предыдущего[12].